# Max, má láska
Max, má láska (v originále Max mon amour) je francouzsko-japonsko-americký hraný film z roku 1986, který režíroval Nagisa Óšima. Snímek měl světovou premiéru na filmovém festivalu v Cannes dne 13. května 1986.

## Děj
Peter je anglický diplomat v Paříži. podezírá svou manželku Margaret z nevěry. Najme si proto soukromého detektiva a dozví se, že si jeho žena pronajímá byt. Poté, co se mu podaří získat klíč, zjistí, že milencem jeho ženy je šimpanz jménem Max.

## Obsazení
| Charlotte Rampling       | Margaret Jones         |
| Anthony Higgins          | Peter Jones            |
| Victoria Abrilová        | Maria                  |
| Anne-Marie Besse         | Suzanne                |
| Fabrice Luchini          | Nicolas                |
| Nicole Calfan            | Hélène                 |
| Pierre Étaix             | detektiv               |
| Bernard Haller           | Robert                 |
| Sabine Haudepin          | Françoise, prostitutka |
| Bernard-Pierre Donnadieu | Archibald              |
| Christopher Hovik        | Nelson Jones           |
| Bonnafet Tarbouriech     | veterinář              |

Maxe hraje loutkářka Ailsa Berk, známá svými vystoupeními ve Star Wars: Epizoda VI – Návrat Jediů, Greystoke a Pán času.

## Ocenění
- Uveden v soutěži o Zlatou palmu na filmovém festivalu v Cannes
- César: nominace na nejlepší filmový plakát (André François)